# Miossens
Pour les articles homonymes, voir Miossens.
Miossens est une ancienne commune française du département des Pyrénées-Atlantiques. Le 16 août 1841, la commune fusionne avec Lanusse pour former la nouvelle commune de Miossens-Lanusse.

## Géographie
Miossens, à vingt kilomètres au nord de Pau, fait partie du Vic-Bilh.

## Toponymie
Le toponyme Miossens est mentionné au Xe siècle (cartulaire de Lescar) et apparaît sous les formes 
Milcents (1072, cartulaire de Lescar), 
Miucents (XIIIe siècle, fors de Béarn), 
Millesancti (1270, cartulaire du château de Pau), 
Miu-Sent et Miusentz (respectivement 1385 et XIVe siècle, censier de Béarn), 
Miucens (1443, titres de Béarn), 
le clau de Miucentz (qui comprenait Carrère, Lanusse et Miossens) et Miossans (respectivement 1546 et 1673, réformation de Béarn) et 
Miosceux (1801, Bulletin des lois).

## Histoire
Paul Raymond note que Miossens formait la sixième grande baronnie de Béarn, vassale de la vicomté de Béarn.
En 1385, Miossens comptait vingt-et-un feux. Le village dépendait du bailliage de Pau.
Un fils naturel de Jean Ier de Foix-Béarn, Jean de Béarn (v. 1412-v. 1436/1444), est seigneur de Miossens par sa femme Angline (on trouve aussi Aigline) de Miossens. Son arrière-petite-fille Françoise de Béarn épouse en 1510 Etienne d'Albret, petit-fils naturel de Charles II (cf. Charles de Beaumont : Société des Sciences, Lettres et Arts de Pau, 1895, note 5 de la p. 3). 
À partir de 1610, Miossens est donc le fief d'une branche naturelle de la Maison d'Albret, dont le fleuron fut le maréchal d'Albret (1614-1676), comte de Miossens. Sa fille Marie-Françoise d'Albret (1650-1692 ; sans postérité) l'apporte à son 2° mari, épousé en 1682, Charles de Lorraine-Guise, comte de Marsan. Louis de Marsan, fils de Charles et de sa 2° femme Catherine-Thérèse de Goyon-Matignon-Torigni, vend les terre et baronnie de Miossens le 13 juin 1713 à Raymond d'Hereter, conseiller à la Chambre des Comptes de Navarre et au Parlement de Navarre ; suivi par son fils Jean-Henry (baron de Miossens dès 1714 par donation paternelle), père de Marie d'Hereter (née en 1699), mère elle-même du dernier seigneur baron de Miossens (en avril 1747 par don maternel) : Jean-Baptiste-Xavier de Navailles (-Labatut) de Poeyferré (1727-1793 ; sans postérité) (cf. Armand de Dufau de Maluquer et Jean de Jaurgain :  Revue de Béarn, Navarre et Lannes, t. VI, 1888 : Armorial de Béarn, p. 201-202).

## Démographie
| 1793 | 1800 | 1806 | 1821 | 1831 | 1836 |
| ---- | ---- | ---- | ---- | ---- | ---- |
| 269  | 239  | -    | 286  | 324  | 299  |

## Culture locale et patrimoine

### Patrimoine civil
Les vestiges d'un ensemble fortifié du XIe siècle témoignent du passé ancien de la commune.
La commune présente un ensemble de demeures et de fermes du XVIIe au XIXe siècle.

### Patrimoine religieux
L'église Saint-Martin possède des parties datant du XIe siècle. Elle  recèle du mobilier inscrit à l'inventaire général du patrimoine culturel.

## Pour approfondir